# Xq28

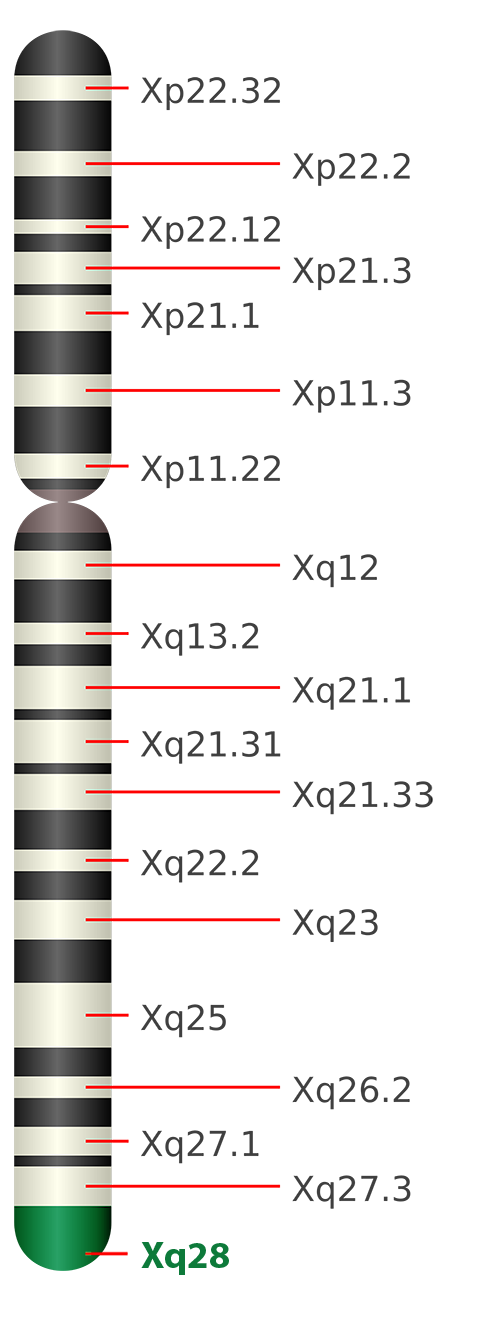
Cromosoma X humano, con el gen Xq28 marcado en verde.

Xq28 es un marcador genético en el cromosoma X encontrado por Dean Hamer y otros en 1993. El estudio Hamer encontró una conexión entre el marcador Xq28 y la homosexualidad, pero se han disputado los resultados del estudio original.

## Estudio de 1993
El estudio de 1993 por Hamer examinó 114 familias de hombres homosexuales en Italia y encontró supuestas tasas crecientes de homosexualidad entre los tíos y primos del lado materno, pero no entre los parientes paternos. Un ligamiento fue estudiado en 40 de las familias en las cuales había dos hermanos gay. Una correlación entre Xq28 y otros microsatélites marcadores fue encontrada en aproximadamente 64% de los casos. Un estudio similar conducido por el mismo equipo en 1995, de nuevo basado en material italiano corroboraba estos resultados, pero falló en encontrar una conexión entre el gen Xq28 y las homosexuales femeninas.

## La controversia
En junio de 1994, el Chicago Tribune afirmó en un informe que un joven investigador en el laboratorio de Hamer, que ayudó en la cartografía genética en el estudio, afirmó que Dean informó selectivamente sus datos. Luego fue despedido sumariamente de su beca posdoctoral en el laboratorio de Hamer. Sin embargo, una investigación del Instituto Nacional de Salud fundamenta sus afirmaciones y le dio otra posición en un laboratorio diferente.

## Estudio de 1999
Un estudio siguiente de estos resultados en 1999 disputó los resultados. Estudiando material Canadiense que consistía en 52 parejas de hermanos homosexuales, George Rice y otros    encontraron estadísticamente un vínculo significante en los alelos y haplotipos y concluyendo en contra del vínculo entre el cromosoma X y el gen de la homosexualidad masculina.
Cuando el estudio refutante fue publicado en Science Hamer lo disputó.

## Estudio de 2014
Un estudio sobre 409 parejas de homosexuales masculinos gemelos identificó dos regiones con un vínculo significante sobre la orientación sexual: la región pericentromérica del cromosoma 8 y el Xq28.